# Pseudotelepatia quàntica
La pseudo-telepatia quàntica descriu l'ús de l'entrellat quàntic per eliminar la necessitat de comunicacions clàssiques. Es diu que un joc no local mostra pseudo-telepatia quàntica si els jugadors que poden utilitzar l'entrellaçament poden guanyar-lo amb certesa mentre que els jugadors sense ella no poden. El prefix pseudo fa referència al fet que la pseudo-telepatia quàntica no implica l'intercanvi d'informació entre cap part. En canvi, la pseudo-telepatia quàntica elimina la necessitat de les parts d'intercanviar informació en algunes circumstàncies.
La pseudo-telepatia quàntica s'utilitza generalment com a experiment mental per demostrar les característiques no locals de la mecànica quàntica. Tanmateix, la pseudo-telepatia quàntica és un fenomen del món real que es pot verificar experimentalment. Per tant, és un exemple especialment cridaner de confirmació experimental de les violacions de la desigualtat de Bell.

## El joc del quadrat màgic

Quan s'intenta construir una taula de 3×3 plena amb els números +1 i -1, de manera que cada fila tingui un nombre parell d'entrades negatives i cada columna un nombre senar d'entrades negatives, és probable que sorgeixi un conflicte.

PK Aravind va introduir un senzill joc de quadrats màgics que demostrava correlacions no clàssiques basat en una sèrie de treballs de N. David Mermin i Asher Peres i Adán Cabello que van desenvolupar demostracions simplificades del teorema de Bell. El joc s'ha reformulat per demostrar la pseudo-telepatia quàntica.

### Regles del joc
Aquest és un joc cooperatiu amb dos jugadors, Alice i Bob, i un àrbitre. L'àrbitre demana a l'Alice que ompli una fila, i a Bob una columna, d'una taula de 3×3 amb signes més i menys. Les seves respostes han de respectar les restriccions següents: la fila d'Alice ha de contenir un nombre parell de signes menys, la columna de Bob ha de contenir un nombre senar de signes menys i tots dos han d'assignar el mateix signe a la cel·la on es creuen la fila i la columna. Si ho aconsegueixen guanyen, sinó perden.
Alice i Bob poden elaborar una estratègia junts, però, sobretot, no se'ls permet comunicar-se després de saber quina fila i columna hauran d'omplir (ja que en cas contrari el joc seria trivial).

### Estratègia clàssica
És fàcil veure que si l'Alice i el Bob poden idear una estratègia clàssica on sempre guanyen, poden representar-la com una taula de 3×3 que codifica les seves respostes. Però això no és possible, ja que el nombre de signes menys en aquesta taula hipotètica hauria de ser parell i senar al mateix temps: cada fila ha de contenir un nombre parell de signes menys, fent que el nombre total de signes menys sigui parell i cada fila. La columna ha de contenir un nombre senar de signes menys, fent que el nombre total de signes menys sigui senar.
Amb una mica més d'anàlisi es pot veure que la millor estratègia clàssica possible es pot representar amb una taula on cada cel·la ara conté les respostes d'Alice i Bob, que poden ser diferents. És possible que les seves respostes siguin iguals en 8 de 9 cel·les, tot respectant la paritat de les files d'Alice i les columnes de Bob. Això implica que si l'àrbitre demana una fila i una columna la intersecció de les quals és una de les cel·les on coincideixen les seves respostes, guanyen, i en cas contrari perden. Sota l'assumpció habitual que l'àrbitre les demana uniformement a l'atzar, la millor probabilitat de guanyar clàssica és 8/9.

### Estratègies pseudo-telepàtiques
L'ús de la pseudo-telepatia quàntica permetria a Alice i Bob guanyar el joc el 100% del temps sense cap comunicació una vegada que el joc hagi començat.
Això requereix que l'Alice i el Bob posseeixin dos parells de partícules amb estats entrellaçats. Aquestes partícules s'han d'haver preparat abans de començar el joc. Una partícula de cada parell la sosté l'Alice i l'altra en Bob, de manera que cadascuna té dues partícules. Quan l'Alice i el Bob aprenen quina columna i fila han d'omplir, cadascun utilitza aquesta informació per seleccionar quines mesures han de fer a les seves partícules. El resultat de les mesures semblarà a cadascun d'ells com a aleatori (i la distribució de probabilitat parcial observada de qualsevol partícula serà independent de la mesura realitzada per l'altra part), de manera que no es produeix una "comunicació" real.
No obstant això, el procés de mesura de les partícules imposa una estructura suficient a la distribució conjunta de probabilitat dels resultats de la mesura de manera que si Alícia i Bob trien les seves accions basant-se en els resultats de la seva mesura, llavors existirà un conjunt d'estratègies i mesures que permetran el joc a guanyar amb probabilitat 1.
Cal tenir en compte que l'Alice i el Bob podrien estar a anys llum de distància l'un de l'altre, i les partícules entrellaçades encara els permetran coordinar les seves accions prou bé per guanyar el joc amb certesa.
Cada ronda d'aquest joc utilitza un estat entrellaçat. Jugar N rondes requereix que N estats entrellaçats (2N parells de campanes independents, vegeu més avall) es comparteixin amb antelació. Això es deu al fet que cada ronda necessita 2 bits d'informació per mesurar (la tercera entrada la determinen les dues primeres, de manera que no cal mesurar-la), cosa que destrueix l'entrellat. No hi ha manera de reutilitzar mesures antigues de jocs anteriors.
El truc és que l'Alice i el Bob comparteixin un estat quàntic entrellaçat i utilitzin mesures específiques dels seus components de l'estat entrellaçat per derivar les entrades de la taula. Un estat correlacionat adequat consisteix en un parell d'estats de Bell entrellaçats:
{\displaystyle \left|\varphi \right\rangle ={\frac {1}{\sqrt {2}}}{\bigg (}\left|+\right\rangle _{a}\otimes \left|+\right\rangle _{b}+\left|-\right\rangle _{a}\otimes \left|-\right\rangle _{b}{\bigg )}\otimes {\frac {1}{\sqrt {2}}}{\bigg (}\left|+\right\rangle _{c}\otimes \left|+\right\rangle _{d}+\left|-\right\rangle _{c}\otimes \left|-\right\rangle _{d}{\bigg )}}
aquí {\displaystyle \left|+\right\rangle } i {\displaystyle \left|-\right\rangle } són estats propis de l'operador de Pauli S x amb valors propis +1 i -1, respectivament, mentre que els subíndexs a, b, c i d identifiquen els components de cada estat de Bell, amb a i c anant a Alice, i b i d anant a Bob. El símbol {\displaystyle \otimes } representa un producte tensor.
Els observables d'aquests components es poden escriure com a productes de les matrius de Pauli:
{\displaystyle X={\begin{bmatrix}0&1\\1&0\end{bmatrix}},Y={\begin{bmatrix}0&-i\\i&0\end{bmatrix}},Z={\begin{bmatrix}1&0\\0&-1\end{bmatrix}}}
Els productes d'aquests operadors de gir de Pauli es poden utilitzar per omplir la taula 3×3 de manera que cada fila i cada columna continguin un conjunt d'observables que es desplacen mútuament amb valors propis +1 i -1, i el producte dels observables de cada fila sigui el operador d'identitat i el producte dels observables de cada columna equivalent a menys l'operador d'identitat. Aquest és un anomenat quadrat màgic Mermin-Peres. Es mostra a la taula següent.
| {\displaystyle +I\otimes Z} | {\displaystyle +Z\otimes I} | {\displaystyle +Z\otimes Z} |
| {\displaystyle +X\otimes I} | {\displaystyle +I\otimes X} | {\displaystyle +X\otimes X} |
| {\displaystyle -X\otimes Z} | {\displaystyle -Z\otimes X} | {\displaystyle +Y\otimes Y} |

Efectivament, tot i que no és possible construir una taula 3×3 amb les entrades +1 i -1 de manera que el producte dels elements de cada fila sigui igual a +1 i el producte dels elements de cada columna sigui igual a -1, és possible feu-ho amb l'estructura algebraica més rica basada en matrius d'espins.
El joc continua fent que cada jugador faci una mesura de la seva part de l'estat enredat per ronda de joc. Cada mesura de l'Alice li donarà els valors d'una fila, i cadascuna de les mesures de Bob li donarà els valors d'una columna. És possible fer-ho perquè tots els observables d'una determinada fila o columna es desplacen, de manera que existeix una base en la qual es poden mesurar simultàniament. Per a la primera fila d'Alice, necessita mesurar les seves dues partícules a la {\displaystyle Z} base, per a la segona fila ha de mesurar-los a la {\displaystyle X} base, i per a la tercera fila ha de mesurar-los en una base entrellaçada. Per a la primera columna de Bob ha de mesurar la seva primera partícula a la {\displaystyle X} base i el segon en el {\displaystyle Z} base, per a la segona columna necessita mesurar la seva primera partícula a la {\displaystyle Z} base i el segon en el {\displaystyle X} base, i per a la seva tercera columna necessita mesurar ambdues partícules en una base entrellaçada diferent, la base de Bell. Sempre que s'utilitzi la taula anterior, es garanteix que els resultats de la mesura es multipliquen sempre a +1 per a l'Alice al llarg de la seva fila i -1 per a Bob a la seva columna. Per descomptat, cada ronda completament nova requereix un nou estat entrellaçat, ja que les diferents files i columnes no són compatibles entre sí.